# Oz Lotto
Oz Lotto — национальная австралийская лотерея под руководством Tatts Group. Лотерея разыгрывается каждую неделю по вторникам. Первый тираж прошел 26 февраля 1994 года. На момент создания лотерея Oz Lotto была первой лотерейной игрой на всей территории Австралии (в то время Новый Южный Уэльс не участвовал в Субботней Лотерее).
Ставка лотереи Oz Lotto стоит $1,10 плюс комиссия агента продаж.

## История
Первоначально структура игры повторяла структуру Субботней Лотереи, во время тиража вытягивались 6 номеров из 45. Однако, начиная с 18 октября 2005 года, к розыгрышу был добавлен 7-й номер, существенно уменьшая вероятность выигрыша джекпота (вероятность практически совпадает с вероятностью выиграть джекпот в лотерею Oz Powerball). Одновременно с введенными структурными изменениями лотерея сменила дизайн во многих штатах с целью продвижения седьмого шара. В некоторых регионах были представлены новые названия лотереи, например Super 7's Oz Lotto в регионах Таттс и Oz 7 Lotto в Квинсленде. Однако в 2012 году оригинальный бренд лотереи вернулся, и лотерея снова стала называться Oz Lotto повсеместно на территории Австралии.
Oz Lotto гарантирует минимальный джекпот лотереи в размере $2 миллионов.
На сегодняшний день лотерее Oz Lotto принадлежит рекорд самого крупного джекпота, выплаченного за всю лотерейную историю Австралии. Первоначально установленный на уровне 100 миллионов австралийских долларов, джекпот равнялся 111.972.151,04 австралийских долларов и был поделён между четырьмя победителями по результатам тиража от 6 ноября 2012 года.

## Призовые категории
Несмотря на введение дополнительного 7-го номера в тираж, минимальный приз (за совпадение трёх основных номеров и одного из дополнительных номеров) остался прежним. В лотерее присутствует 7 призовых категорий:
| Категория     | Необходимые совпадения          | Вероятность (при одной ставке) |
| ------------- | ------------------------------- | ------------------------------ |
| 1-я категория | 7                               | 1 из 45.379.620                |
| 2-я категория | 6 + дополнительный шар          | 1 из 3.241.401                 |
| 3-я категория | 6                               | 1 из 180.078                   |
| 4-я категория | 5 + 1 или 2 дополнительных шара | 1 из 29.602                    |
| 5-я категория | 5                               | 1 из 3,430                     |
| 6-я категория | 4                               | 1 из 154                       |
| 7-я категория | 3 + 1 или 2 дополнительных шара | 1 из 87                        |
| Любой приз    |                                 | 1 из 55                        |

## Блокировка в России
Некоторое время игра в австралийские лотереи была свободно доступна через Интернет. Однако в начале 2016 Федеральная налоговая служба включила в Реестр запрещённых сайтов несколько десятков сайтов, занимающихся продажей лотерейных билетов
. Это мера затруднила российским игрокам доступ к Oz Lotto и другим австралийским лотереям. 